# Radovna (Gorje, Slovenija)
Radovna je naselje u slovenskoj Općini Gorju. Radovna se nalazi u pokrajini Gorenjskoj i statističkoj regiji Gorenjskoj. 

## Stanovništvo
Prema popisu stanovništva iz 2002. godine naselje je imalo 10 stanovnika.